# Juan Gómez de Mora

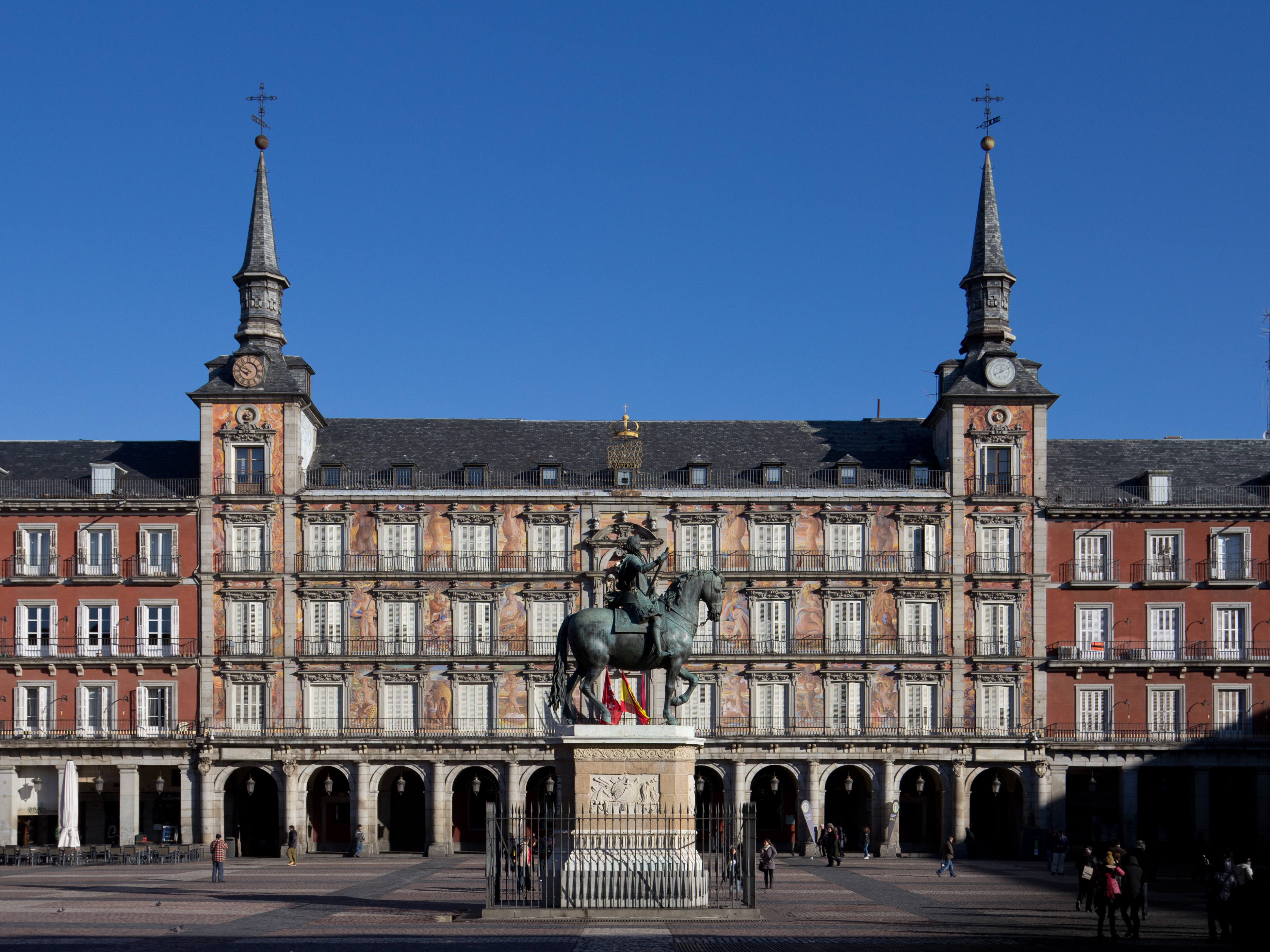
Vista de la Casa de la Panadería en la Plaza Mayor de Madrid.

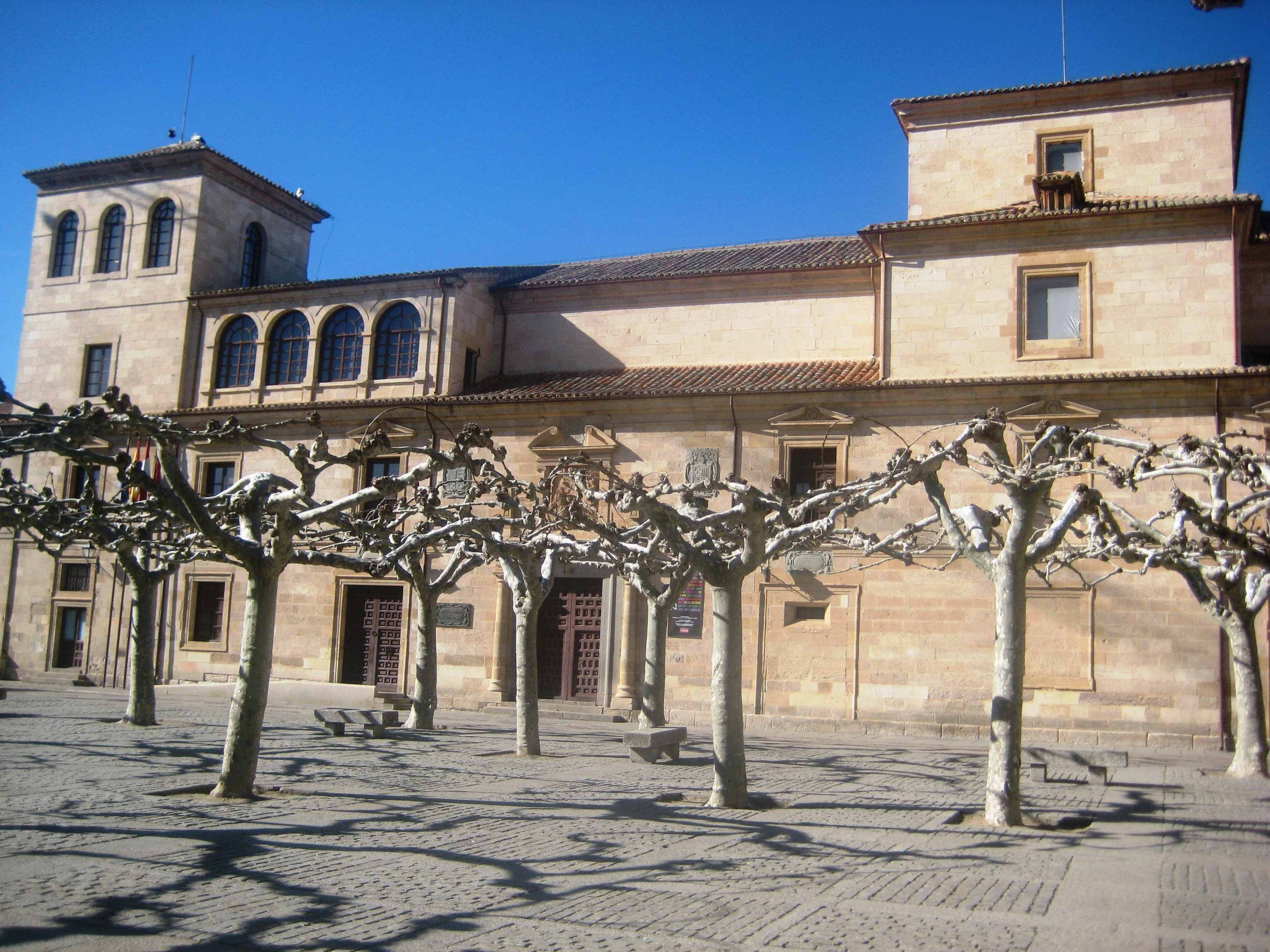
Vista del antiguo Hospital de la Encarnación, actual sede principal de la Diputación de Zamora.

Juan Gómez de Mora (Cuenca, 1586-Madrid, 1648) fue un arquitecto español del círculo de alarifes del Concejo de Madrid, sobrino de Francisco de Mora.

## Biografía
Hijo del pintor conquense Juan Gómez, que en 1593, un año después de establecerse en Madrid, fue nombrado pintor de cámara del rey Felipe II. 
Tras la muerte de su tío en 1610, y a la edad de 24 años, fue nombrado maestro mayor de las obras del Alcázar de Madrid, así como arquitecto de Felipe III. Entre sus obras más destacadas se encuentran la plaza Mayor que realiza de una forma rectangular y porticada, la Cárcel de Corte de Madrid y la Casa de la Villa, una de las sedes del Ayuntamiento de Madrid. Realiza además el retablo mayor de la basílica del monasterio de Guadalupe en Cáceres. En Salamanca construye La Clerecía destinada a la Orden de los Jesuitas. Por otro lado, en Zamora es autor del Hospital de la Encarnación, actual sede principal de la Diputación Provincial.
El Convento de la Encarnación, que se atribuía habitualmente a este arquitecto, se ha documentado que es obra de fray Alberto de la Madre de Dios, arquitecto del Carmen descalzo y de los duques de Lerma, que dirigió las obras reales hasta que Juan Gómez de Mora alcanzó la suficiente experiencia.

## Obras
En Madrid
- Convento de San Gil (a partir de 1613).
- Plaza Mayor y su entorno, como las casas de la Cava de San Miguel (1617-1619) o la Casa de la Panadería (1617-1619).
- Proyecto de la llamada Cerca de Felipe IV, que delimitaba Madrid al norte por las calles Génova, Sagasta, Carranza y Alberto Aguilera; al sur por las rondas; al este por el palacio del Buen Retiro y al oeste por el complejo del Alcázar Real.
- Casa de la Villa, hasta 1644.
- Proyecto para la Sala de Alcaldes de la Casa y Corte.
- Proyecto para la Cárcel de Corte, posterior palacio de Santa Cruz y actual Ministerio de Asuntos Exteriores.
- Monasterio de Agustinas Descalzas de Santa Isabel, en colaboración con Jerónimo Lázaro Goiti (1639-1648).
- Nuestra Señora del Loreto, en colaboración con Jerónimo Lázaro Goiti (1641-1648).
- Proyecto del puente de Toledo.
- Reforma en colaboración con fray Alberto de la Madre de Dios  del coro del monasterio de las Descalzas Reales.
- Reforma del Colegio de los Ingleses, en el solar ocupado por la actual iglesia de San Ignacio de Loyola.
- Palacio de los Consejos
- Fuente de la Abundancia en la plaza de la Cebada y Fuente de Orfeo (existe una copia en la Plaza de la Provincia)[1]

En Salamanca
- Tracista de la iglesia y colegio y Maestro de Obras del Real Colegio de la Compañía de Jesús, actualmente Universidad Pontificia de Salamanca e iglesia del Espíritu Santo, la Clerecía.

En Getafe
- Catedral de La Magdalena de Getafe

En Alcalá de Henares
- Patio de Santo Tomás de Villanueva
- Monasterio de San Bernardo (Las Bernardas)

En Zamora
- Hospital de la Encarnación, actual sede principal de la Diputación de Zamora.

En Pamplona
- Convento de Agustinas Recoletas